# Kurt Elling
Kurt Elling (Chicago, 1967. november 2. –) kétszeres Grammy-díjas amerikai énekes, dalszerző. Apja egy evangélikus templom karmestere volt.

## Pályakép
A kórusban énekelt. Több hangszeren is játszott. A dzsesszel Minnesotában találkozott, ahol a Gustavus Adolphus College-ra járt. Utána beiratkozott ugyan az egyetemre (University of Chicago Divinity School), de azt a dzsesszénekesi karrierre készülve nem végezte el. Grammy-díjas.
Napjainkban Kurt Elling a világ legjobb dzsesszénekeseinek egyike. A Down Beat munkatársai tizennégy egymást követő évben szavazták meg a legjobb előadónak. A kritikusok szervezete (Jazz Journalists Association) nyolcszor ítélte első helyre a férfi énekesek között. A JazzTimes Readers hat ízben választotta a legjobbnak. A mögötte rangsoroltak: Bobby McFerrin, Jamie Cullum, Al Jarreau.
A Grammy-díj mellett több más jelölése is volt.

## Lemezek
- 1995: Close Your Eyes
- 1997: The Messenger
- 1998: This Time it's Love
- 2000: Live in Chicago
- 2000: Live in Chicago Out Takes
- 2001: Flirting with Twilight
- 2003: Man in the Air
- 2007: Nightmoves
- 2009: Dedicated To You: Kurt Elling Sings the Music of Coltrane and Hartman
- 2011: The Gate
- 2012: 1619 Broadway: The brill building project
- 2015: Passion World
- 2018: The Questions
- 2020: Secrets Are the Best Stories
- 2024: Wildflowers, Vol. 1 (with Sullivan Fortner)
- 2024: Wildflowers, Vol. 2 (with Sullivan Fortner)

## Díjak
- Grammy-díj: Best Jazz Vocal Album Dedicated to You: Kurt Elling Sings the Music of Coltrane and Hartman (2010)

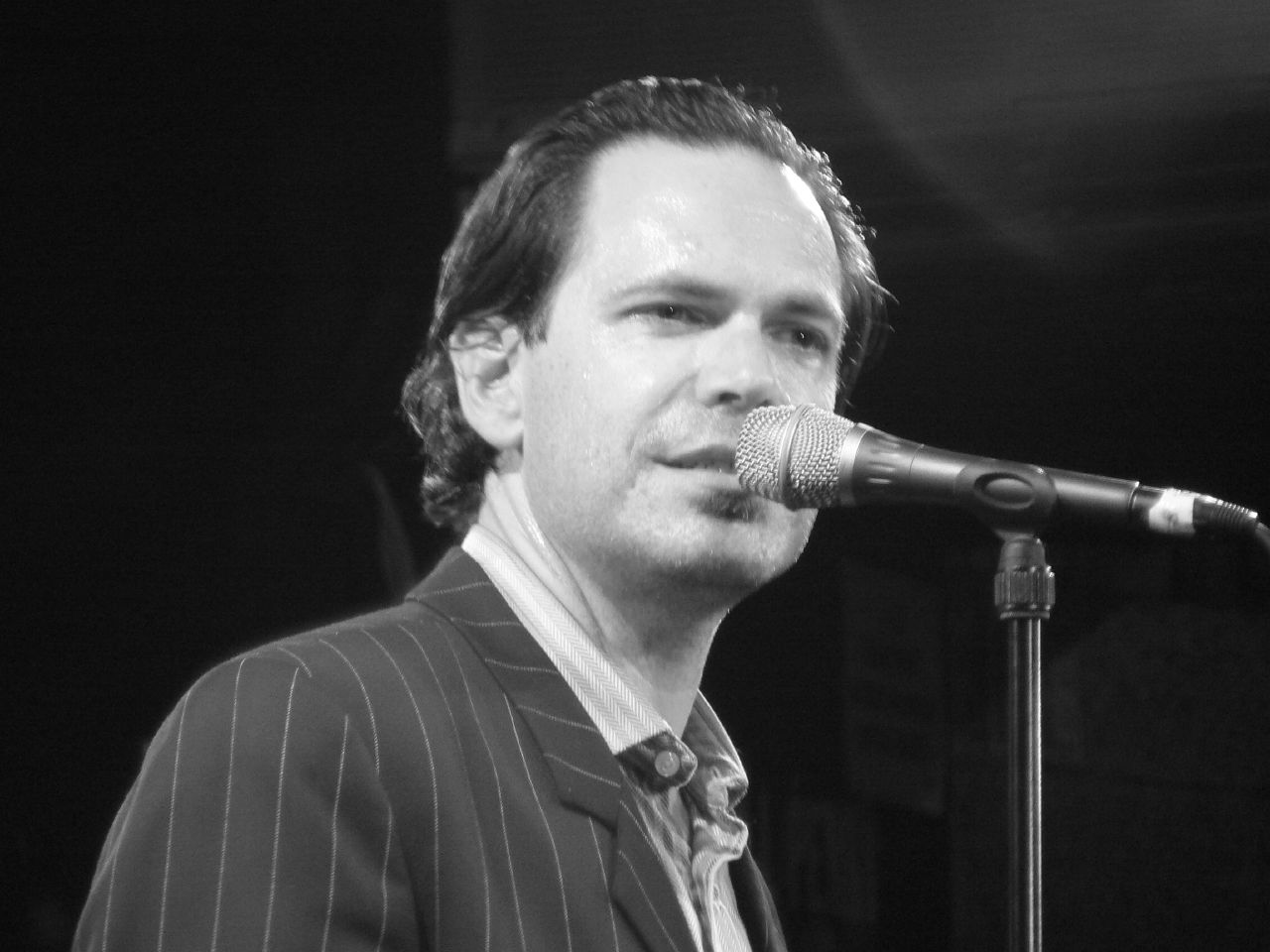

## További információ
- Hivatalos oldal
- Kurt Elling a Facebookon
- Kurt Elling a PORT.hu-n (magyarul)
- Kurt Elling az Internet Movie Database-ben (angolul)
- Kurt Elling a Rotten Tomatoeson (angolul)